# Puerto Octay
Puerto Octay ist ein Dorf mit etwa 9000 Einwohnern (2017) im Süden Chiles in der Región de los Lagos (Region X).
Die Ortschaft liegt am Nordufer des Sees Lago Llanquihue in der Nähe der Halbinsel Centinela. Mit rund 860 Quadratkilometern ist er der zweitgrößte See Chiles. Blickt man nach Osten, so sieht man den mächtigen Volcán Osorno, dessen Gipfel auf 2652 Metern Höhe liegt.
Puerto Octay ist eine stark deutsch geprägte Stadt mit vielen Gebäuden aus der Zeit um 1910, die einer deutschen Architekturtradition folgen.

## Geschichte
Ab 1852 besiedelten deutsche Einwanderer die Gegend um den Lago Llanquihue. Die heutige Ortschaft Puerto Octay wurde in jenem Jahr von ihnen gegründet und trug zunächst den Namen Puerto Muñoz Gamero. Seit 1859 trägt sie den aktuellen Namen.
Am 22. Dezember 1891 entstand die Kommune Puerto Octay offiziell. Ihren Namen verdankt sie einem ihrer ersten Bewohner. Der deutschstämmige Cristino Ochs besaß einen Laden, der das Synonym für den Ort wurde: Der Ausdruck „Donde Ochs hay“ („Wo es Ochs gibt“) wandelte sich zu Octay.
Beim schweren Erdbeben von Valdivia am 22. Mai 1960 lag in Puerto Octay das Zentrum eines Gebietes besonders hoher Intensität. Das Dorf ist damit eines der am stärksten jemals von einem Erdbeben betroffenen Orte weltweit.

## Wirtschaft
Der Tourismus ist das wichtigste wirtschaftliche Standbein von Puerto Octay. Der Ort dient als Ausgangspunkt für Ausflüge rund um den Llanquihue-See und zum Volcán Osorno. Mehrere Strände am Llanquihue-See um Puerto Octay werden im Sommer gerne von Touristen benutzt.
Das Museum Museo El Colono dokumentiert die deutsche Besiedlung ab Mitte des 19. Jahrhunderts. Das Museum Galpón zeigt die Geschichte der indigenen Bevölkerung.
In der Umgebung wird intensiv Landwirtschaft betrieben, teilweise mit großen Viehbeständen. Die Forstwirtschaft und die Fischerei sind weitere Wirtschaftsfaktoren.
Von Puerto Octay fahren täglich Schiffe über den See nach Puerto Varas. Von hier kann man die Hauptstadt der Region Puerto Montt leicht erreichen.